# Mod
För andra betydelser, se Mod (olika betydelser).

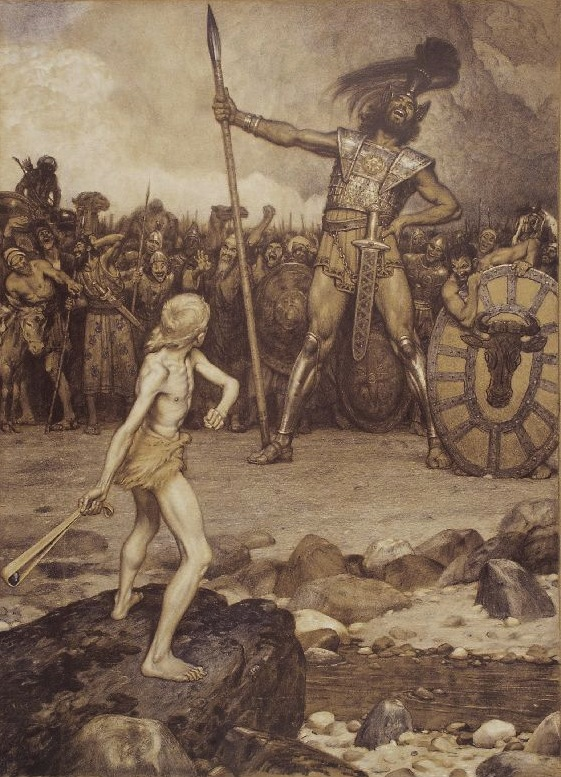
Davids kamp mot Goliat.

Mod, latin fortitudo eller tapperhet, är en personlig egenskap och en av kardinaldygderna. Inom katolicismen tolkas fortitudo även som uthållighet. En modig person handlar i överensstämmelse med sina övertygelser och önskningar, även vid risk för negativa konsekvenser mot det egna jaget. Mod betraktas av många som en moraliskt eftertraktansvärd egenskap, en dygd.
Man brukar skilja på fysiskt och moraliskt mod. Fysiskt mod är förmågan att övervinna smärta och kroppsliga plågor, medan moraliskt mod är förmågan att övervinna risker för anseende och prestige.
Mod är att vara rädd men övervinna rädslan för att göra det som ska göras. Mod stärker individens självkänsla och hjälper personen att övervinna sin rädsla genom exponering.